# Nagroda Brama Stokera w 1991

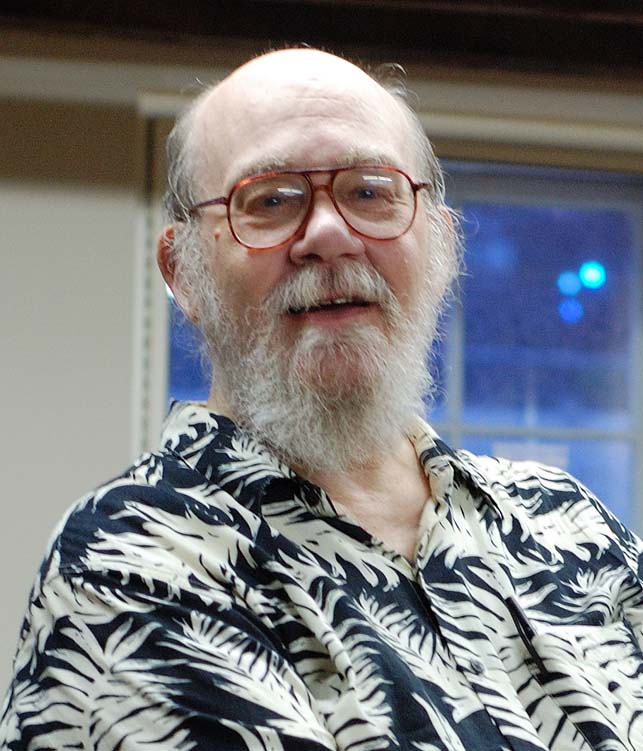
Thomas M. Disch - nominowany w kategorii Powieść za Lekarz

Zwycięzcy i nominowani do Nagrody Brama Stokera za rok 1991.

## Kategorie
- Powieść (Novel) – utwór składający się z 40 000 lub więcej słów pisany prozą
- Debiut powieściowy (First Novel) – utwór składający się z 40 000 lub więcej słów pisany prozą napisany przez autora, który nigdy wcześniej nie publikował utworu w gatunkach horror, dark fantasy lub okultyzmu
- Długie opowiadanie (Long Fiction) – utwór składający się co najmniej z 7 500 słów, ale nie więcej niż 39 999 słów pisany prozą
- Krótkie opowiadanie (Short Fiction) – utwór składający się z nie więcej niż 7 499 słów pisany prozą
- Zbiór opowiadań (Fiction Collection) – zbiór co najmniej trzech oddzielnych utworów napisanych przez jednego autora i oferowanych na sprzedaż lub dystrybuowane w jednym pakiecie w formie książki, książki audio, książki elektronicznej lub innej formie. Łączna długość utworów musi wynosić co najmniej 40 000 słów.
- Utwór non-fiction (Nonfiction) – utwór składający się z 40 000 słów. Może być w formie np: krytyki, biografii, autobiografii, analizy naukowej, odniesień, komentarzy, opinii z zakresu szeroko pojętego horroru, dark fantasy lub okultyzmu.

## Legenda
| zwycięzca |
| nominacja |

## Powieść (Novel)
| Imię i nazwisko    | Tytuł oryginalny                | Tytuł polski                     |
| ------------------ | ------------------------------- | -------------------------------- |
| Robert R. McCammon | Boy's Life                      | Chłopięce lata                   |
| Thomas M. Disch    | The M.D.                        | Lekarz                           |
| Stephen King       | Needful Things                  | Sklepik z marzeniami             |
| Stephen King       | Dark Tower III: The Waste Lands | Mroczna Wieża III: Ziemie jałowe |
| Dan Simmons        | Summer of Night                 | Letnia noc                       |

## Debiut powieściowy (First Novel)
| Imię i nazwisko           | Tytuł oryginalny | Tytuł polski |
| ------------------------- | ---------------- | ------------ |
| Kathe Koja                | The Cipher       | Zero         |
| Melanie Tem               | Prodigal         |              |
| Chris Curry L. Dean James | Winter Scream    |              |
| Dennis Danvers            | Wilderness       |              |
| Ashley McConnell          | Unearthed        |              |

## Długie opowiadanie (Long Fiction)
| Imię i nazwisko                         | Tytuł oryginalny                   | Tytuł polski |
| --------------------------------------- | ---------------------------------- | ------------ |
| David Morrell                           | The Beautiful Uncut Hair of Graves |              |
| Edward Bryant                           | Fetish                             |              |
| Charles de Lint                         | Death Leaves an Echo               |              |
| Suzy McKee Charnas Chelsea Quinn Yarbro | Advocates                          |              |
| Stephen Gallagher                       | Magpie                             |              |

## Krótkie opowiadanie (Short Fiction)
| Imię i nazwisko    | Tytuł oryginalny                      | Tytuł polski |
| ------------------ | ------------------------------------- | ------------ |
| Nancy Holder       | Lady Madonna                          |              |
| Poppy Z. Brite     | The Ash of Memory, the Dust of Desire |              |
| Joe R. Lansdale    | Love Doll: A Fable                    |              |
| Grant Morrison     | The Braille Encyclopaedia             |              |
| Maxine O'Callaghan | Wolf Winter                           |              |
| Al Sarrantonio     | Richard's Head                        |              |

## Zbiór opowiadań (Fiction Collection)
| Imię i nazwisko | Tytuł oryginalny           | Tytuł polski |
| --------------- | -------------------------- | ------------ |
| Dan Simmons     | Prayers to Broken Stones   |              |
| Ramsey Campbell | Waking Nightmares          |              |
| Richard Sutphen | Sex Punks and Savage Sagas |              |
| J.N. Williamson | Naked Flesh of Feeling     |              |

## Utwór non-fiction (Nonfiction)
| Imię i nazwisko        | Tytuł oryginalny                                                  | Tytuł polski |
| ---------------------- | ----------------------------------------------------------------- | ------------ |
| Stephen Jones          | Clive Barker's Shadows of Eden                                    |              |
| Rosemary Ellen Guillen | Vampires Among Us                                                 |              |
| Katherine Ramsland     | Prism of Night: A Biography of Anne Rice                          |              |
| Stephen J. Spignesi    | The Shape Under the Sheet: The Complete Stephen King Encyclopedia |              |

## Nagroda za całokształt twórczości (Lifetime Achievement)
- Gahan Wilson(inne języki)